# 1999 LE31

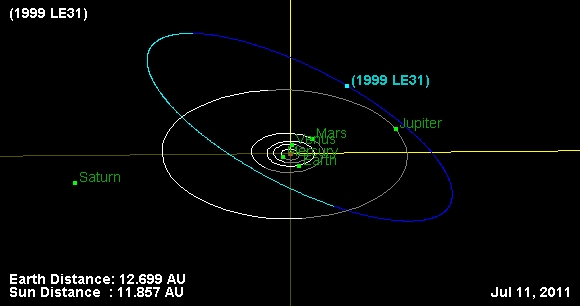
Sơ đồ quỹ đạo của 1999 LE31.

1999 LE31 là một centaur và damocloid trên quỹ đạo ngược và lệch tâm từ khu vực ngoài của Hệ Mặt Trời. Nó được quan sát lần đầu tiên vào ngày 12 tháng 6 năm 1999, bởi các nhà thiên văn học với chương trình LINEAR tại ETS của Lincoln Lab gần Socorro, New Mexico, Hoa Kỳ. Đối tượng bất thường này có đường kính khoảng 16,8 km (10 dặm).

## Miêu tả
1999 LE31 quay quanh Mặt trời ở khoảng cách từ 4,3 đến 11,9 AU cứ sau 23 năm và 2 tháng (8,462 ngày;bán trục lớn là 8,13 AU). Quỹ đạo của nó có độ lệch tâm 0,47 và độ nghiêng 152 ° so với đường hoàng đạo. Nó dành phần lớn quỹ đạo của nó nằm trong Hệ Mặt trời bên ngoài giữa Sao Mộc và Sao Thiên Vương, và giống như tất cả các centaur, có quỹ đạo không ổn định do ảnh hưởng của lực hấp dẫn của các hành tinh khổng lồ. Do đó, nó phải có nguồn gốc từ nơi khác, rất có thể nằm ngoài Sao Hải Vương. Nó là cả một hành tinh nhỏ bay qua Sao Mộc và Sao Thổ. Trong số hơn nửa triệu hành tinh nhỏ được biết đến, 1999 LE31 là một trong số khoảng 60 hành tinh có quỹ đạo ngược. 1999 LE31 có đường kính khoảng 16,8 km. Nó đã đến perihelion (điểm tiếp cận gần nhất với Mặt trời) vào tháng 12 năm 1998. Nó đã được quan sát lần cuối vào năm 2000, và tiếp theo sẽ đến với perihelion vào tháng 2 năm 2022.